# Варшавська угода (1922)

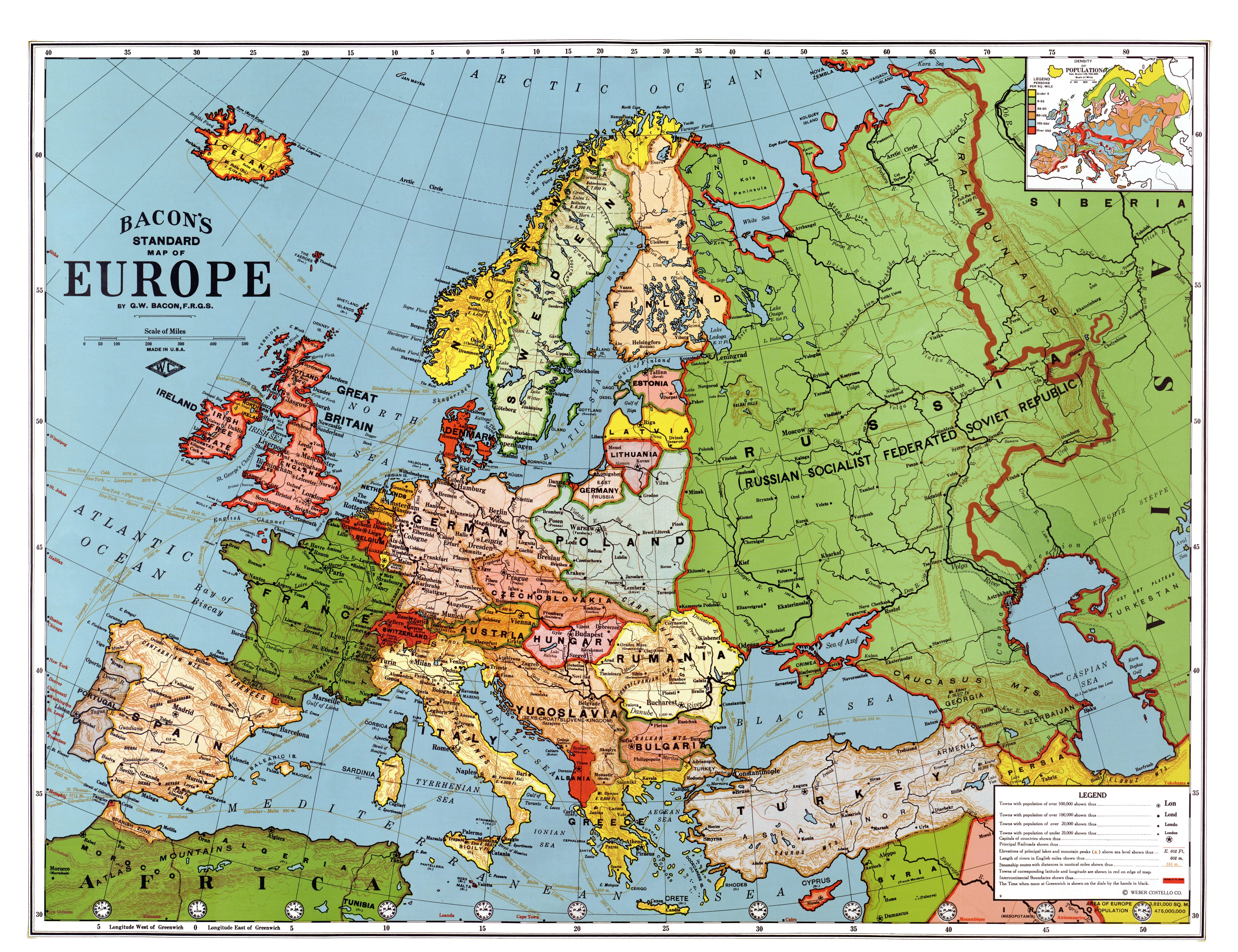
Європа 1923 року

Варшавська угода, в Польщі відома як Балтійський союз (пол. Związek bałtycki) — спроба міжнародного договору держав регіону Балтійського моря у міжвоєнну добу.
Угоду підписали у Варшаві 17 березня 1922 року Польща, Латвія, Естонія та Фінляндія. Від угоди відмовилася Литва, яка мала тоді з Польщею територіальний спір за Вільнюс.
Угода так і не набула чинності через те, що парламент Фінляндії не ратифікував її.

## Історія
Угода налічувала дев'ять статей. Вона містила пакт про ненапад і робила можливою взаємну допомогу в разі нападу, хоча і без явних зобов'язань (на відміну, наприклад, від польсько-румунського союзу або польсько-французького договору).
Стаття 1 передбачала взаємне визнання мирних договорів, які сторони уклали з РРФСР (радянсько-естонський, радянсько-латвійський, радянсько-польський). Ст. 2 обумовлювала, що сторони зобов'язалися не укладати угод, спрямованих безпосередньо чи опосередковано проти будь-кого з підписантів. Угоди з третіми державами необхідно було, згідно зі ст. 3, доводити до відома інших держав-учасниць. Стаття 4 вимагала від сторін якомога швидше домовитися одна з одною про необхідні торговельні договори та консульські, оптаційні і екстрадиційні конвенції. Ст. 5 зобов'язувала забезпечити відповідні свободи для меншин на територіях держав, які підписали угоду. У ст. 6 передбачалося, що спори розв'язуватимуться мирними способами та в разі потреби передаватимуться до міжнародного арбітражу або Міжнародного суду. Ст. 7 зобов'язувала, що у випадку нападу на одну зі сторін без вини інші сторони зберігатимуть доброзичливе ставлення до атакованої держави та погодять між собою необхідні заходи, яких треба буде вжити. Згідно зі ст. 8, угоду було укладено на 5 років з дати подання останнього ратифікаційного документа, з можливістю мовчазної згоди на щорічне подовження. Розірвання було можливе за умови попередження за шість місяців. Оригінальною мовою документа була французька. За ст. 9, депозитарієм угоди був уряд Другої Польської Республіки.
Угоду підписали міністри закордонних справ: Естонії — Антоні Пііп, Фінляндії — Рудольф Голсті, Латвії — Зіґфрід Меєровіц (прем'єр-міністр), Польщі — Костянтин Скірмунт. Відповідно до вимог, установлених Версальським договором у ст. 18, угоду було зареєстровано в Секретаріаті Ліги Націй 12 липня 1922 року під № 296. Польський закон, який уповноважував начальника держави ратифікувати цю угоду, було ухвалено 22 вересня 1922 року. Проте від ратифікації під тиском Німеччини відмовився парламент Фінляндії, через що угода не набрала чинності.
17 січня 1925 року між цими чотирма державами в Гельсінках було укладено  конвенцію про примирення та арбітраж. Її було зареєстровано в Секретаріаті Ліги Націй 30 жовтня 1925 року під № 991.
1934 року Литва, Латвія та Естонія уклали союз під назвою Балтійська Антанта.